# NGC 942
NGC 942 је лентикуларна галаксија у сазвежђу Кит која се налази на NGC листи објеката дубоког неба.
Деклинација објекта је - 10° 50' 8" а ректасцензија 2h 29m 10,2s. Привидна величина (магнитуда) објекта NGC 942 износи 13,0 а фотографска магнитуда 13,9. NGC 942 је још познат и под ознакама MCG -2-7-18, VV 217, ARP 309, NPM1G -11.0090, PGC 9458.